# 伊曼·哈利夫
伊曼·哈利夫（阿拉伯语：إيمان خليف，羅馬化：ʾĪmān Khalīf，1999年5月2日—）是一名阿爾及利亞女子拳擊運動員。曾代表阿爾及利亞參加2020年夏季奧林匹克運動會。在2024年夏季奧林匹克運動會中，國際拳總製造的性別爭議讓她與中華臺北女子拳擊手林郁婷遭到全球網路霸凌，儘管LGBT在阿爾及利亞是違法的，亦遭到許多歐美人士質疑，最終哈利夫贏得2024年巴黎奧運女子沉量級拳擊金牌。

## 早年
1999年，哈利夫出生於阿爾及利亞西北部提亞雷特省某鄉村。在踏足拳擊界之前，她是位足球選手。為此，她必須通勤到鄰村參加培訓，並靠販賣廢金屬來支付車資。她的父親最初不允許她轉行，因為他「不贊成女人打拳擊」。

## 拳擊生涯
哈利夫於2018年世界女子拳擊錦標賽中首次參賽，在第一輪被淘汰後排名第17位。隨後，她代表阿爾及利亞參加在俄羅斯舉行的2019年世界女子拳擊錦標賽，在比賽中排名第33位，再次從第一輪中被淘汰。
2020年，哈利夫代表阿爾及利亞參加東京奧運，在複賽中敗於愛爾蘭選手凱莉·哈林頓。
2022年，哈利夫參加2022年世界女子拳擊錦標賽，在擊敗荷蘭選手謝爾塞·海伊寧後成為首位進入決賽的阿爾及利亞女拳手。她在決賽中面對愛爾蘭選手艾米·布羅德赫斯特並被擊敗。
2023年3月，哈利夫再次打入世界女子拳擊錦標賽決賽，但在金牌爭奪戰前夕被國際拳擊協會（IBA）取消參賽資格。
2024年1月，哈利夫成為聯合國兒童基金會國家大使。
2024年，由於國際奧委會（IOC）和國際拳擊協會（IBA）的爭議，後者被禁止組織巴黎奧運的拳擊比賽，改由「巴黎2024年國際奧委會拳擊組織」管理。國際奧委會使用與IBA不同的規則，批准哈利夫參加巴黎奧運，並確認她遵守該賽事的所有必要資格和醫療規定。
2024年8月10日，哈利夫於巴黎奧運次中量級拳擊比賽決賽中戰勝中國選手楊柳，為阿爾及利亞拿下首面奧運拳擊金牌。

## 性別爭議

### 2023世錦賽
2023年3月，克莉芙再次打入世界女子拳擊錦標賽決賽，但在金牌爭奪戰前夕被取消參賽資格。阿爾及利亞奧委會表示，克莉芙係因健康因素被取消資格。後來有報導稱，其真實原因是她被檢測到睪固酮濃度過高。對此，克莉芙向國際體育仲裁法庭提出上訴，但后面撤回上诉。
2024年7月31日，IBA改為隱晦的說法，表示2023年對包含克莉芙和來自台灣的林郁婷兩位選手的檢測「不是睪固酮檢測，而是另一種個別且受認可的檢測，具體細節保密」，並且他們「被發現擁有比一般女性選手更強的優勢」。對此，國際奧委會（IOC）批評IBA的決策「急促且任意」、「沒有經過任何正當程序」。

### 2024巴黎奧運
在巴黎奧運會進行期間，關於克莉芙是跨性別者的傳言甚囂塵上，J·K·罗琳、理查·道金斯和伊隆·馬斯克等公眾人物都在社群媒體上批評克莉芙及奧委會，部分媒體和網友更謠傳克莉芙實為男性。對此，阿爾及利亞奧林匹克委員會為哈利夫辯護，譴責這些批評為「非常不道德的不實言論」和“毫无根据的宣传”，並重申克莉芙符合資格，有權參加比賽。國際奧委會也指出，根據克莉芙的護照，她是女性，並表示所有在巴黎參賽的運動員都遵守相關資格和入境規定 。克莉芙的父親也在天空體育台的採訪中展示出生證明書，強調克莉芙生來就是女性。
在女子66公斤次中量級賽事第二輪中，克莉芙擊中義大利對手安琪拉·卡里尼的面部，使其在賽事進行到46秒時，因鼻子過度疼痛而退賽。卡里尼賽後接受採訪時，聲稱這是場「不公平的比賽」。意大利总理乔治亚·梅洛尼對此向奥委会的决定提出质疑，称“我认为具有男性遗传特征的运动员不应该参加女子比赛。并非因为我们想歧视任何人，而是为了保护女性运动员在平等的条件下竞争”。賽後第二天，卡里尼透過米蘭體育報向克莉芙致歉，並表示願尊重奧委會對哈利夫性別的保證，然而網路上對克莉芙性別與染色體的質疑、謠言及霸凌仍接踵而至。克莉芙在巴黎奧運女子沉量級拳擊金牌後，国际拳击协会称对克莉芙获得冠军表示遗憾。
賽後，克莉芙在記者會上強調自己生來就是女性，呼籲公眾停止對運動員的霸凌行為；此外，克莉芙也透過律師，針對社群媒體網站Twitter 上的網路霸凌提出法律訴訟。
2024年11月6日，国际奥委会透露哈利夫正准备对法国网络媒体Le Correspondant提起诉讼。Le Correspondant早前发表报道质疑哈利夫的参赛资格，并声称该质疑基于一份泄露的医疗报告。国际奥委会表示该报道引用了“来源不明、未经证实的文件”。

## 外部連結
- 伊曼·哈利夫 （页面存档备份，存于）在BoxRec的資料
- 伊曼·哈利夫 （页面存档备份，存于）在國際奧林匹克委員會的資料
- 伊曼·哈利夫 （页面存档备份，存于）在Olympedia的資料